# 阿夫季拉
阿夫季拉（希臘語：Άβδηρα）是希腊东马其顿和色雷斯大区克桑西专区的市镇，行政中心为耶尼赛阿镇。市镇面积为352.0平方公里，2021年人口数量为17,610人。
现今范围的市镇设立于2011年地方政府改革中，由原3个市镇合并而成，原市镇则成为此市镇的3个市区。阿夫季拉市区（即原阿夫季拉市镇）的面积为161.958平方公里，2021年人口数量为2,799人。